# Rivière de l'Esturgeon (réservoir Decelles)
Pour les articles homonymes, voir Esturgeon.
La rivière de l’Esturgeon est un affluent du réservoir Decelles (rivière des Outaouais), coulant dans le territoire non organisé de Les Lacs-du-Témiscamingue, dans la municipalité régionale de comté (MRC) de Témiscamingue, dans la région administrative de l’Abitibi-Témiscamingue, au Québec, au Canada.
La rivière de l’Esturgeon coule entièrement en territoire forestier. La foresterie constitue la principale activité économique de ce bassin versant,  les activités récréotouristiques, en second.
Annuellement, la surface de la rivière est habituellement gelée de la mi-novembre à la mi-avril, toutefois la circulation sécuritaire sur la glace se fait généralement de la mi-décembre à la fin mars.

## Géographie
La rivière de l’Esturgeon prend sa source à l’embouchure du lac de l’Esturgeon (longueur : 6,3 km ; largeur : 1,3 km ; altitude : 365 m) dans le territoire non organisé de Les Lacs-du-Témiscamingue.
Les principaux bassins versants voisins de la rivière de l’Esturgeon sont :
- côté nord : réservoir Decelles, rivière des Outaouais
- côté est : rivière Decelles, lac Monselet, lac Alfred, lac Dontigny
- côté sud : lac Winawiash, lac Bay, lac Algonquin
- côté ouest : lac Nodier, lac Simard (Témiscamingue)

À partir de l’embouchure du lac de l’Esturgeon (situé au nord du lac), la rivière de l’Esturgeon coule sur 9,1 km selon les segments suivants :
- 6,9 km vers le nord, jusqu’à un ruisseau (venant de l'ouest) lequel draine trois lacs ;
- 2,2 km en formant un crochet vers l’est, puis coulant vers le nord, jusqu’à son embouchure[2],[3].

La rivière de l’Esturgeon se décharge au fond de la baie des Lys, laquelle constitue une extension de 7,5 km vers le sud du réservoir Decelles. Ce dernier est traversé vers l'ouest par la rivière des Outaouais. De là, cette dernière coule généralement l'ouest en formant une grande boucle vers le nord pour recueillir les eaux des rivières Darlens et Kinojévis, puis traverse le lac des Quinze jusqu’à la Centrale des Rapides-des-Quinze.
L’embouchure de la rivière de l’Esturgeon est localisée à :
- 46,3 km à l'est de l’embouchure du lac Simard ;
- 23,1 km au sud-est du barrage Rapide-Sept, érigé à l’embouchure du réservoir Decelles ;
- 78,7 km au nord-est de l’embouchure du Lac des Quinze (Barrage des Quinze) sur la rivière des Outaouais ;
- 66,0 km au sud du centre-ville de Val-d’Or.

## Toponymie
Le toponyme rivière de l’Esturgeon a été officialisé le 5 décembre 1968 à la Commission de toponymie du Québec, soit lors de la création de cette commission.